# باول كيرسي
باول كيرسي (بالإنجليزية: Paul Kersey)‏ هو ممثل أمريكي، ولد في 10 فبراير 1970 في أدا في الولايات المتحدة.

## وصلات خارجية
- باول كيرسي على موقع IMDb (الإنجليزية)
- باول كيرسي على موقع قاعدة بيانات الفيلم (الإنجليزية)